# Селце Кеч
Селце Кеч (мкд. Селце Кеч, алб. Sellca e Keqe или Лоше Селце) је насеље у Северној Македонији, у северозападном делу државе. Селце Кеч припада општини Боговиње.

## Географија
Насеље Селце Кеч је смештено у северозападном делу Северне Македоније. Од најближег већег града, Тетова насеље је удаљено 22 km јужно.
Селце Кеч се налази у горњем делу историјске области Полог. Насеље је положено на источним падинама Шар-планине, које се километар западно спушта у плодно и густо насељено Полошко поље. Надморска висина насеља је приближно 920 метара.
Клима у насељу је планинска због знатне надморске висине.

## Становништво
Селце Кеч је према последњем попису из 2021. године имао 86 становника.
| Национални састав према попису из 2021.‍ | Национални састав према попису из 2021.‍ | Национални састав према попису из 2021.‍ | Национални састав према попису из 2021.‍ | Национални састав према попису из 2021.‍ |
| --------------------------------------- | --------------------------------------- | --------------------------------------- | --------------------------------------- | --------------------------------------- |
|                                         |                                         |                                         |                                         |                                         |
| Албанци                                 | Албанци                                 |                                         | 62                                      | 72,1%                                   |
| непописани                              | непописани                              |                                         | 24                                      | 27,9%                                   |

Већинска вероисповест је ислам.